# Pernilla Andersson
Pernilla Andersson, właśc. Pernilla Maria Theresa Andersson Dregen (ur. 10 grudnia 1974 w Sztokholmie) – szwedzka piosenkarka.

## Kariera muzyczna
Pernilla Andersson rozpoczęła swoją karierę muzyczną w 1999 roku, kiedy to wydała swój debiutancki album, zatytułowany My Journey, którego była także współproducentką.
W latach 2002–2006 wzięła udział w nagrywaniu partii wokalnych na płyty innych artystów, takich jak m.in. Svante Thuresson (album Nya kickar z 2002, którego była też producentką), Club 8 (Saturday Night Engine z 2003), The Legends (He Knows The Sun z 2005) oraz Di Leva (Hoppets röst i Mantra Miracles z 2006).

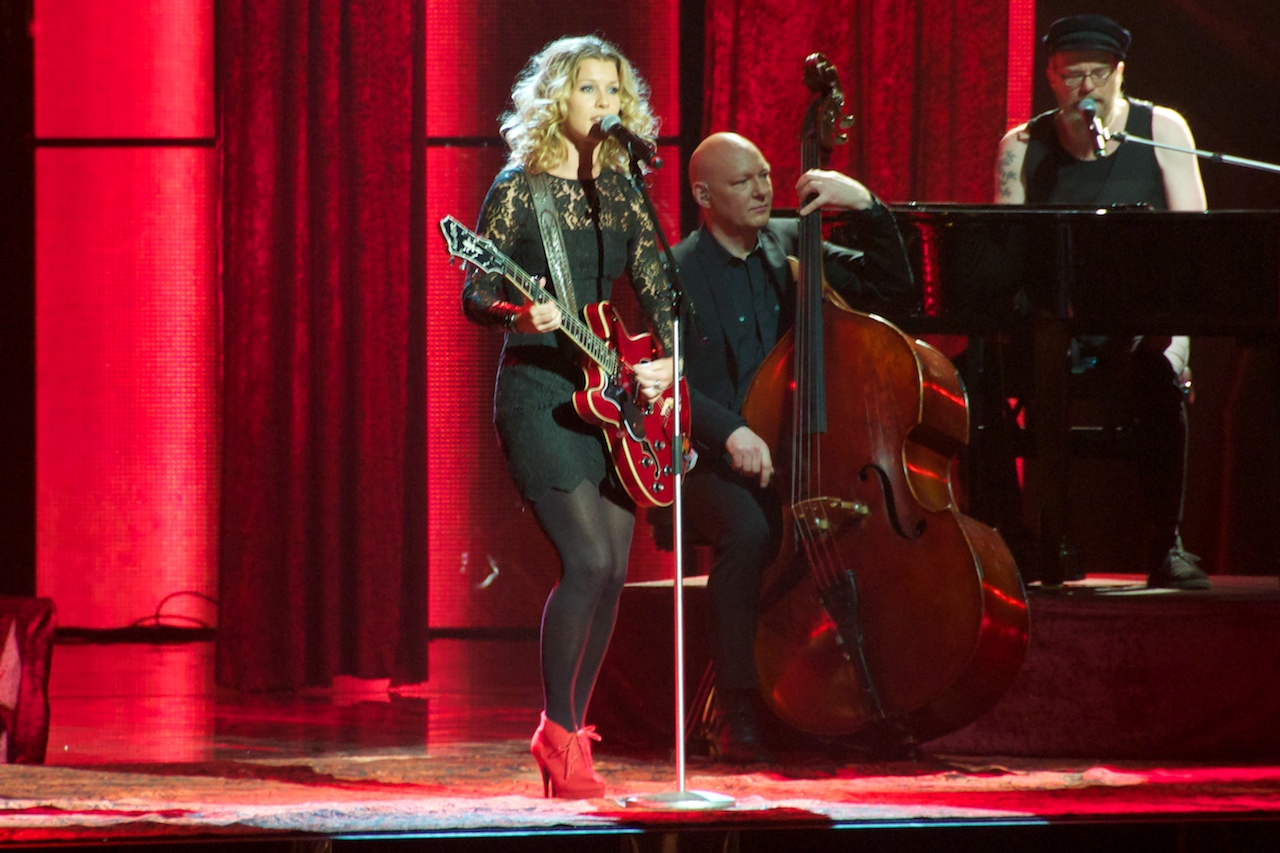
Pernilla Andersson podczas występu w selekcjach eurowizyjnych Melodifestivalen 2011

W 2004 roku wydała swój drugi album studyjny, zatytułowany Cradlehouse. W 2007 roku premierę miała jej trzecia płyta studyjna pt. Baby Blue, na której znalazł się m.in. singiel „Scary Ordinary”. W 2007 roku wzięła udział w nagraniu albumu Svante Thuressona pt. Svante Thuresson & Vänner, na potrzeby którego nagrała piosenkę „Blå vägen hem”.

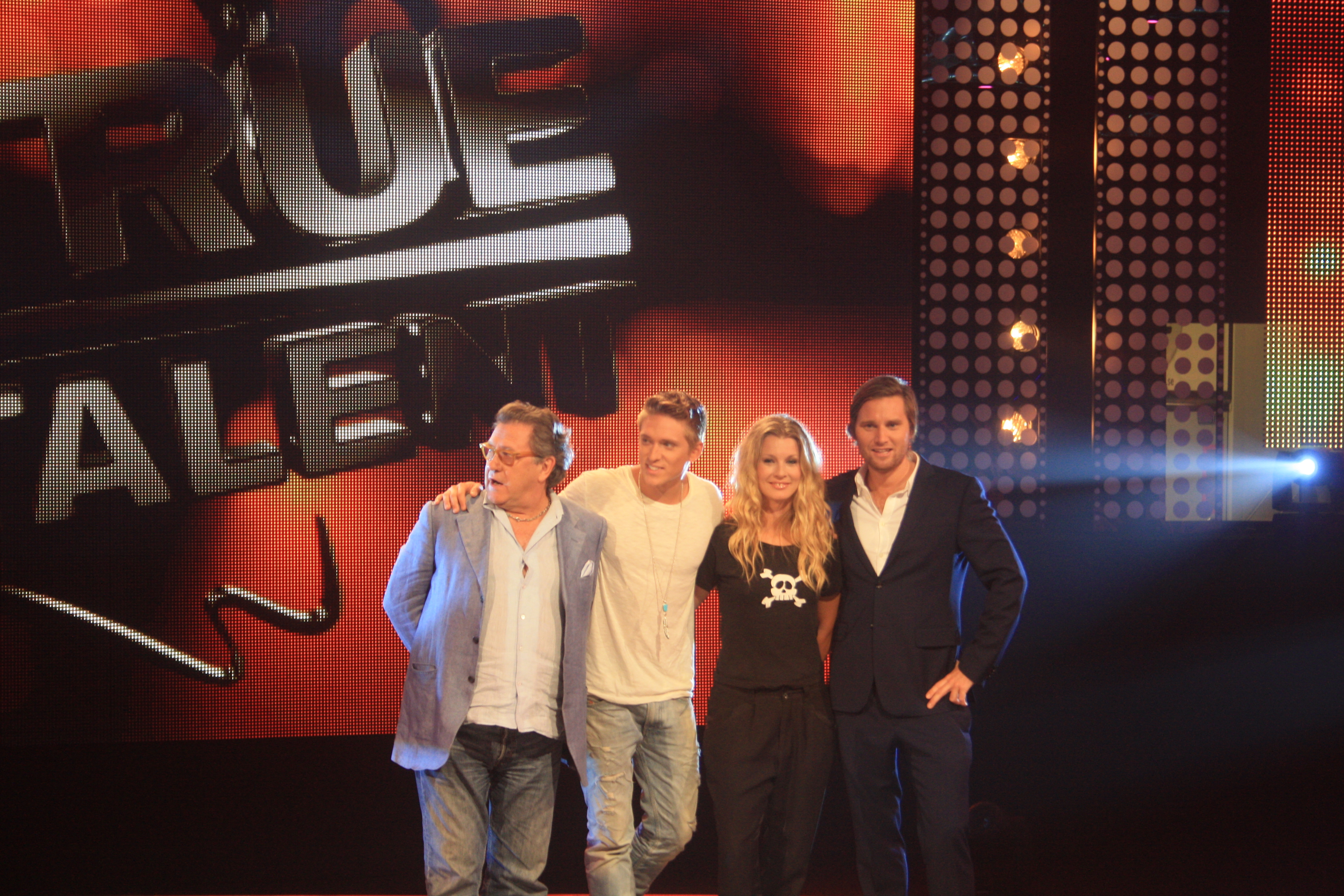
Tommy Körberg, Danny Saucedo, Pernilla Andersson i Ola Selmén – jurorzy programu True Talent

W 2008 roku piosenkarka wyprodukowała i wydała swój czwarty krążek, zatytułowany Gör dig till hund, zaś w 2009 roku ukazała się jej kolejna płyta pt. Ashbury Apples.
W 2010 roku nawiązała współpracę z Månsem Zelmerlöwem, z którym nagrała utwór „Vit som en snö” będący singlem pochodzącym ze świątecznej płyty piosenkarza pt. Christmas with Friends. W tym samym roku wydała swój nowy album studyjny pt. Ö, który w 2011 roku ukazał się w reedycji wzbogaconej o cztery dodatkowe piosenki. Jedną z nich został utwór „Desperados”, z którym piosenkarka wzięła udział w krajowych eliminacjach eurowizyjnych Melodifestivalen 2011. 5 lutego wystąpiła w pierwszym półfinale selekcji i zakwalifikowała się do rundy „drugiej szansy”, w którym jednak przegrała pojedynek z The Moniker, przez co nie awansowała do finału. W sierpniu została jurorką w pierwszej edycji programu True Talent emitowanego w telewizji TV3.
W 2012 roku premierę miała jej nowa płyta studyjna, zatytułowana Det är en spricka i allt det är så ljuset kommer in.
W listopadzie 2015 roku ogłoszono, że Andersson zakwalifikowała się do stawki konkursowej krajowych eliminacji eurowizyjnych Melodifestivalen 2016, do których zgłosiła się z utworem „Mitt guld”. 6 lutego 2016 wystąpiła w pierwszym półfinale selekcji i zajęła ostatecznie ostatnie, szóste miejsce, przez co nie awansowała do finału. 4 marca premierę miał jej ósmy album studyjny, zatytułowany Tiggrinnan.

## Życie prywatne
Pod koniec lipca 2009 roku wyszła za mąż za gitarzystę Andreasa „Dregena” Tyrone Svenssona. Na początku stycznia 2013 roku para doczekała się syna Sixtena. 1 czerwca 2015 roku para ogłosiła separację.

## Dyskografia
| Rok                            | Dane dot. albumu | Najwyższe pozycje na listach |
| Rok                            | Dane dot. albumu | SWE                          |
| ------------------------------ | --- | ---------------------------- |
| 1999                           | My Journey - Wytwórnia: EMI Svenska - Format: CD, digital download                                                                               | –                            |
| 2004                           | Cradlehouse - Wytwórnia: Bam - Format: CD, digital download                                                                                      | –                            |
| 2006                           | Baby Blue - Format: CD, digital download | –                            |
| 2008                           | Gör dig till hund - Wydany: 15 października 2008 - Wytwórnia: Warner Music Sweden - Format: CD, digital download                                 | 34                           |
| 2009                           | Ashbury Apples - Wydany: 18 września 2009 - Wytwórnia: Promising Records, Sheriff - Format: CD, digital download                                 | 25                           |
| 2010                           | Ö - Wydany: 6 września 2010 - Wytwórnia: Warner Music Sweden - Format: CD, digital download                                                      | 5                            |
| 2012                           | Det är en spricka i allt det är så ljuset kommer in - Wydany: 15 października 2012 - Wytwórnia: Metronome Records - Format: CD, digital download | 2                            |
| 2016                           | Tiggrinnan - Wydany: 4 marca 2016 - Wytwórnia: Warner Music Sweden - Format: CD, digital download                                                | 5                            |
| „–” pozycja nie była notowana. | |                              |

| Rok  | Dane dot. albumu |
| ---- | --- |
| 2007 | The Big Cover Up - Wydany: 21 listopada 2007 - Wytwórnia: Lovande Projekt, Promising Music - Format: CD, digital download |

| Rok  | Dane dot. albumu                                                                                    |
| ---- | --------------------------------------------------------------------------------------------------- |
| 2012 | Tre och en flygel - Wydany: 19 marca 2012 - Wytwórnia: Metronome Records - Format: Digital download |

### Single
| Rok                            | Tytuł                   | Najwyższe pozycje na listach | Album                                               |
| Rok                            | Tytuł                   | SWE                          | Album                                               |
| ------------------------------ | ----------------------- | ---------------------------- | --------------------------------------------------- |
| 2007                           | „Scary Ordinary”        | –                            | Baby Blue                                           |
| 2008                           | „Johnny Cash & Nina P”  | –                            | –                                                   |
| 2009                           | „Vintern blev för lång” | –                            | Gör dig till hund                                   |
| 2009                           | „Moody Tuesday”         | –                            | Ashbury Apples                                      |
| 2010                           | „Dansa med dig”         | –                            | Ö                                                   |
| 2010                           | „Som en ö”              | –                            | Ö                                                   |
| 2011                           | „Desperados”            | 57                           | Ö                                                   |
| 2012                           | „Judy”                  | –                            | Det är en spricka i allt det är så ljuset kommer in |
| 2016                           | „Mitt guld”             | –                            | Tiggrinnan                                          |
| „–” pozycja nie była notowana. |                         |                              |                                                     |